# Luis Ayala
Luis Alberto Salinas Ayala (ur. 18 września 1932 w Santiago, zm. 4 września 2024) – chilijski tenisista.

## Kariera tenisowa
W 1958 i 1960 roku był w finałach wielkoszlemowych French Championships. Pierwszy finał przegrał z Mervynem Rose'em, a drugi z Nicolą Pietrangelim.
W 1956 roku Ayala został mistrzem French Championships w grze mieszanej, a dokonał tego z Thelmą Coyne Long. W 1955 i 1957 roku był również uczestnikiem finału, najpierw z Jenny Staley, a potem Eddą Buding.
Po zakończeniu kariery pracował m.in. jako trener tenisa w River Oaks Country Club w Houston.

### Finały w turniejach wielkoszlemowych

#### Gra pojedyncza (0–2)
| Końcowy wynik | Nr | Data | Turniej                     | Nawierzchnia | Przeciwnik         | Wynik finału            |
| ------------- | -- | ---- | --------------------------- | ------------ | ------------------ | ----------------------- |
| Finalista     | 1. | 1958 | French Championships, Paryż | Ceglana      | Mervyn Rose        | 3:6, 4:6, 4:6           |
| Finalista     | 2. | 1960 | French Championships, Paryż | Ceglana      | Nicola Pietrangeli | 6:3, 3:6, 4:6, 6:4, 3:6 |

#### Gra mieszana (1–2)
| Końcowy wynik | Nr | Data | Turniej                     | Nawierzchnia | Partnerka         | Przeciwnicy                | Wynik finału  |
| ------------- | -- | ---- | --------------------------- | ------------ | ----------------- | -------------------------- | ------------- |
| Finalista     | 1. | 1955 | French Championships, Paryż | Ceglana      | Jenny Staley      | Darlene Hard Gordon Forbes | 7:5, 1:6, 2:6 |
| Zwycięzca     | 1. | 1956 | French Championships, Paryż | Ceglana      | Thelma Coyne Long | Doris Hart Robert Howe     | 4:6, 6:4, 6:1 |
| Finalista     | 2. | 1957 | French Championships, Paryż | Ceglana      | Edda Buding       | Věra Suková Jiří Javorský  | 3:6, 4:6      |